# Фридрих Август Ольденбургский
Герцог Фридрих Август Ольденбургский (нем. Friedrich August Wilhelm Christian Ernst von Oldenburg; 11 января 1936, Растеде, Свободное государство Ольденбург — 9 июня 2017, Мерано, Трентино-Альто-Адидже) — член Ольденбургского великогерцогского дома.

## Биография
Родился 11 января 1936 года в городе Растеде (Нижняя Саксония, Германия). Шестой ребенок и четвертый сын Николауса, титулярного герцога Ольденбургского (1897—1970), и его первой жены, принцессы Елены Вальдек-Пирмонтской (1899—1948). По отцовской линии он был внуком Фридриха Августа II, последнего правящего великого герцога Ольденбургского, и княгини Елизаветы Александрины Мекленбург-Шверинской, а по материнской линии — принца Фридриха Вальдек-Пирмонтского и принцессы Батильды Шаумбург-Липпе. Младший брат Антона-Гюнтера, титулярного герцога Ольденбургского (1923—2014).
Его дед, Фридрих Август II, последний великий герцог Ольденбургский (1900—1918), был свергнут с престола в ноябре 1918 года в конце Первой мировой войны. В 1931 году после смерти Фридриха Августа II его сын Николаус стал титулярным герцогом Ольденбургским, а в 1970 году новым главой Ольденбургского великогерцогского дома стал его старший сын Антон-Гюнтер (1923—2014). Нынешним главой Ольденбургской великогерцогской семьи является Кристиан Ольденбургский, племянник Фридриха Августа.

## Браки и дети
Фридрих Август Ольденбургский был дважды женат. Его первой женой стала принцесса Мария Цецилия Прусская (род. 28 мая 1942), дочь Луи Фердинанда, принца Прусского (1907—1994), (второго сына Вильгельма, германского кронпринца) и его жены, великой княжны Киры Кирилловны Романовой (1909—1967). Гражданская церемония бракосочетания состоялась в Берлине 3 декабря 1965 года, а церковная церемония на следующий день. Он работал в качестве специалиста в области сельского хозяйства. Это был первый брак Гогенцоллернов в Берлине с 1913 года.
Фридрих Август и Мария Цецилия имели в браке троих детей (сына и двух дочерей):
- Герцог Павел-Владимир Николаус Луи-Фердинанд Питер Макс Карл-Эмих Ольденбургский (род. 16 августа 1969, Любек), женат с 2001 года на Марии дель Пилар Мендес де Виго-и-Лёвенштейн-Вертхайм-Розенберг (род. 20 октября 1970, Мадрид), внучке Карла, 8-го князя Левенштайн-Вертхайм-Розенберга. У них четверо сыновей и одна дочь:
  - Герцог Кирилл Фридрих-Август Хайме Кристобаль Герман Винценц Антониус Йозеф Мария Ольденбургский (род. 13 июня 2002, Берлин)
  - Герцог Карл Якоб Лев Вильфрид Йозеф Мария Ольденбургский (род. 19 апреля 2004, Ойтин)
  - Герцог Пауль Мари Ольденбургский (род. 8 сентября 2005)
  - Герцогиня Мария Ассунта Ольденбургская (род. 21 марта 2007)
  - Герцог Петер Ольденбургский (род. 2009)
- Герцогиня Рикса Мария Алиса Кира Альтбурга Ольденбургская (род. 17 сентября 1970, Любек), муж с 2012 года Стефан Сандерс
- Герцогиня Бибиана Мария Гертруда Александра Ольденбургская (род. 24 июня 1974, Ольденбург). Она вышла замуж в 2004 году за Петра Дорнера (род. 19 февраля 1972). У них есть дети:
  - Ксения
  - Рикса
  - Алексей.

23 ноября 1989 года Фридрих Август и Мария Цецилия развелись. 9 февраля 1991 года Фридрих Август Ольденбургский В Рюденхаузене вторично женился на графине Донате цу Кастель-Рюденхаузен (20 июня 1950 — 5 сентября 2015) , дочери Зигфрида, 4-го князя цу Кастель-Рюденхаузена (1916—2007) и графиня Ирэн Сольмс-Лаубах (1925—2006), вдове принца Луи Фердинанда Прусского. Доната скончалась в Траунштайне 5 сентября 2015 года после продолжительной болезни.

## Титулы и стили
- 11 января 1936 — 9 июля 2017 года: «Его Высочество Герцог Фридрих Август Ольденбургский»[2].